# Haplophaedia lugens
A deres buggyoskolibri a madarak osztályának sarlósfecske-alakúak (Apodiformes)  rendjébe és a kolibrifélék (Trochilidae) családjába tartozó faj.

## Rendszerezése
A fajt John Gould angol ornitológus írta le 1851-ben, az Eriocnemis nembe Eriopus lugens néven.

## Előfordulása
Dél-Amerika északnyugati részén, az Andokban, Ecuador és Kolumbia területén honos. Természetes élőhelyei a szubtrópusi és trópusi hegyi erdők és cserjések, valamint másodlagos erdők.

## Megjelenése
Testhossza 10 centiméter.
|  |

## Természetvédelmi helyzete
Az elterjedési területe kicsi, egyedszáma pedig csökken. A Természetvédelmi Világszövetség Vörös listáján mérsékelten fenyegetett fajként szerepel.